# Histoire de la British Army
Pour un article plus général, voir British Army.

Drapeau de la British Army

L’histoire de la British Army (l'armée de terre du Royaume-Uni) s'étend sur plus de trois siècles et de nombreuses guerres européennes, coloniales et mondiales. Du début du XIXe siècle jusqu'en 1914, le Royaume-Uni était la plus grande puissance économique et impériale du monde, et bien que sa domination était principalement le fait de la Royal Navy (la marine de guerre du Royaume-Uni), la British Army y a joué un rôle important.
La British Army a eu un grand rôle dans tous les grands conflits à partir de 1661 (date de sa création) et aujourd’hui encore elle est active dans beaucoup de pays (Pays baltes, Népal…)[réf. souhaitée].

## Les origines

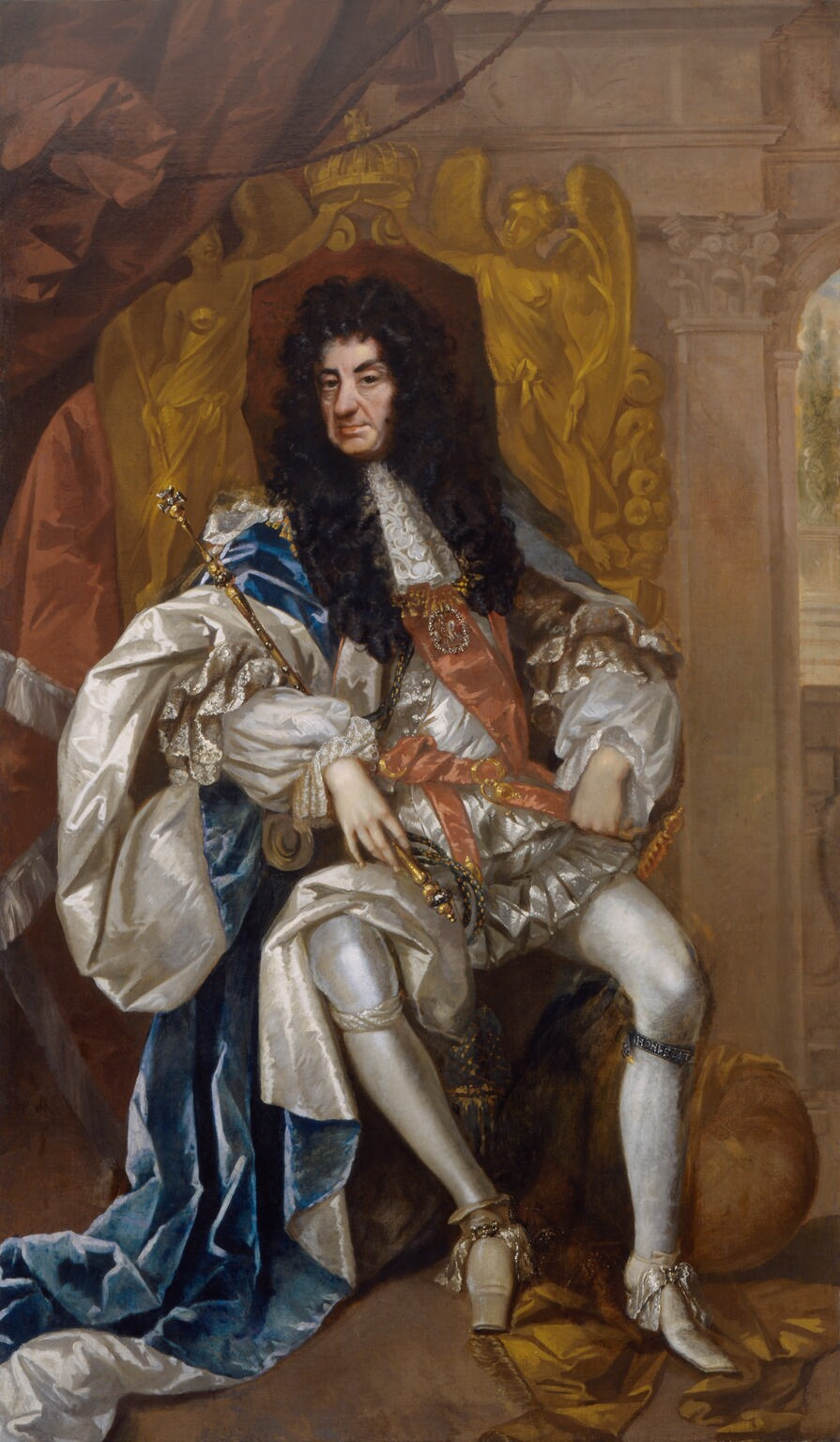
.

La British Army est une des plus anciennes armées de terre et de métier. Créée en 1660 sous le règne de Charles II et ayant pour but de protéger le roi, elle élargit rapidement sa sphère d‘action et a participé très rapidement à des conflits en Europe mais aussi dans le reste du monde.

## LeXVIIIesiècle

### La guerre de Sept Ans
La British Army a joué un grand rôle durant la guerre de Sept Ans grâce à sa modernité. Elle a aussi prouvé sa capacité à intervenir sur différents milieux en même temps. La Grande-Bretagne obtiendra finalement la victoire avec ses alliés : le royaume de Prusse et l‘électorat de Brunswick-Lunebourg face au royaume de France, la monarchie des Habsbourg et l‘Empire russe qui se retirera de la guerre en 1762 ; il y avait également des cos-belligérants (Espagne, Portugal, électorat de Saxe) alliés des six belligérants principaux. La fin de la guerre de Sept Ans marquera une perte de puissance notable de la France au profit de la Grande-Bretagne.

#### En Europe

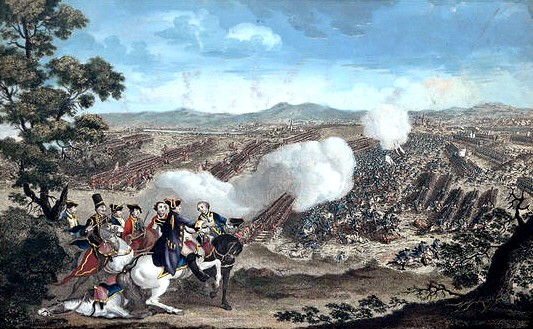
La bataille de Minden

Les faits accomplis par la British Army en Europe Pendant la guerre de Sept Ans sont peu connus et pourtant elle aura réussi à relever des défis techniques et militaires qui font rayonner l‘armée britannique encore aujourd‘hui.
Au Portugal, les britanniques réussiront à installer des troupes dans un pays qu‘ils ne connaissaient pas et proche d’un autre pays ennemi puissant : l‘Espagne. Mais la British Army saura prouver sa supériorité le 1er août 1759 lors de la bataille de Minden (en actuelle Allemagne, Rhénanie du Nord-Westphalie) qui aura été une victoire décisive pour la suite de la guerre.

#### En Amérique
La guerre de Sept Ans provient originellement de différents entre colons britanniques et français. Au début de la guerre, la British Army va se faire prendre plusieurs fois en embuscade et perdre beaucoup d'hommes. Le général Edward Braddock avait donc essayé d'entrainer ses troupes en forêt sans grand effet. Les généraux de la British Army ont du élaborer de nouvelles tactiques afin d'échapper aux attaques franco-amérindiennes. De nouvelles unités ont été créées capables de faire de la reconnaissance, des escarmouches mais aussi pouvant facilement se servir d'une couverture naturelle; finalement des régiments entiers de soldats spécialisés furent ajoutés aux régiments existants.

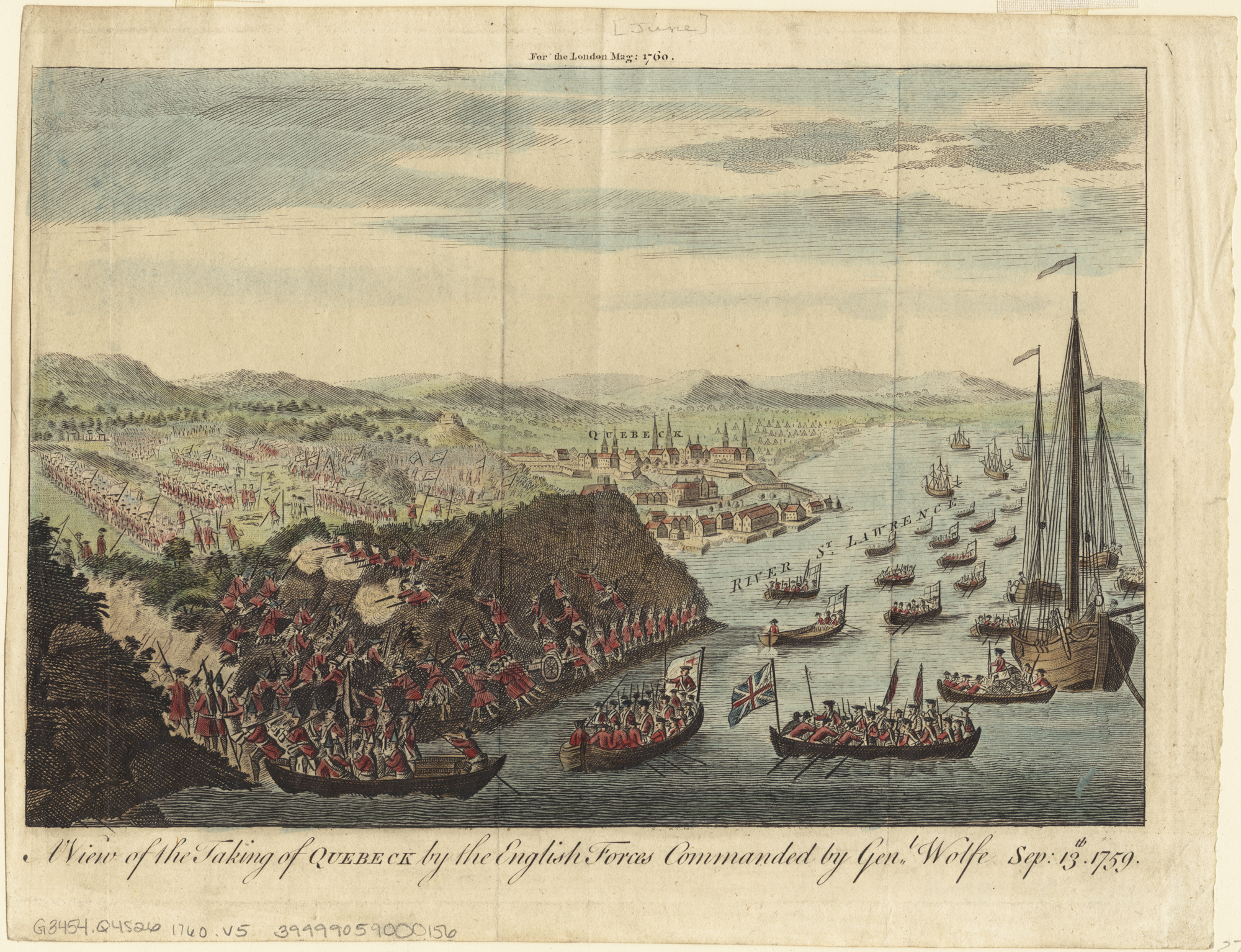
La prise de Québec

Durant les deux années suivantes, la guerre se résume à des raids sur les forts et colonies des ennemis avec un avantage de la France qui remportera des victoires à Oswego (1756) et au fort William Henry (1757).
À cause de l'agrandissement de la flotte de navires britanniques, la France enverra moins d'hommes en Amérique et préféra concentrer ses efforts en Europe ce qui s'ensuivit de la prise de l'avantage par la Grande-Bretagne. En effet dès 1758 la British Army prend le fort de Louisbourg (aujourd'hui Louisburg, Nouvelle Écosse, Canada) et en 1759 c'est la ville de Québec qui tombe grâce à une ruse réalisée conjointement avec la Royal Navy. C'est ensuite Montréal qui se rendra en 1760 grâce aux guerriers de la confédération iroquoise, alliée des britanniques.

#### En Inde

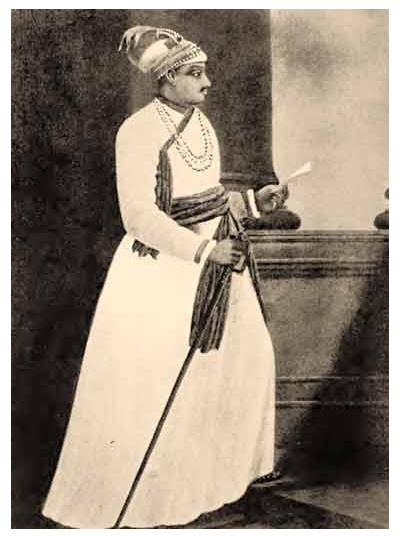
Siraj-ud-Daulah

L‘Inde n‘a pas été la région la plus conflictuelle durant la guerre de Sept Ans mais a marqué la suprématie britannique face à la France en Inde. Dès 1756, la France lance une attaque contre Arcot sans réussir à prendre la ville. Les britanniques quant à eux, ont été envoyés dans le sud de l‘Inde alors française et auront beaucoup de succès avant la conquête française du fort William à Calcutta en 1756 puis la reconquête britannique de ce même fort dès janvier 1757. En mars 1757, le Général Clive prend la ville de Chandernagor avant de se confronter à Siraj-ud-Daulah, Nawab du Bengale et allié des français. Clive était alors en infériorité numérique très forte mais grâce à l’organisation de ses hommes, il fera raison des hommes du Nawab. Cinq ans plus tard, en 1761, la British Army prendra la ville de Pondicherry ce qui marquera la fin de la puissance française en Inde.

## La Première Guerre mondiale
Le Corps expéditionnaire britannique est déployé en France à partir de 1914.

### Unités ayant participé à la Première Guerre mondiale
| Liste des armées : - Ire armée - IIe armée - IIIe armée - IVe armée - Ve armée (à l'origine armée de réserve) - Armée des Dardanelles - Armée de Thessalonique - Force expéditionnaire égyptienne - Force expéditionnaire méditerranéenne - Force expéditionnaire indienne A - Force expéditionnaire indienne B - Force expéditionnaire indienne C - Force expéditionnaire indienne D - Force expéditionnaire indienne E - Force expéditionnaire indienne F - Force expéditionnaire indienne G | Liste des corps d'armée : \| Corps d'infanterie - 1er corps - 2e corps - 3e corps - 4e corps - 5e corps - 6e corps - 7e corps - 8e corps - 9e corps - 10e corps - 11e corps - 12e corps - 13e corps - 14e corps - 15e corps \| - 16e corps - 17e corps - 18e corps - 19e corps - 20e corps - 21e corps - 22e corps - 23e corps - 24e corps Corps de cavalerie - Corps de cavalerie - Corps monté du désert Autres corps - Corps de travail - Corps de travail chinois \| |
| Corps d'infanterie - 1er corps - 2e corps - 3e corps - 4e corps - 5e corps - 6e corps - 7e corps - 8e corps - 9e corps - 10e corps - 11e corps - 12e corps - 13e corps - 14e corps - 15e corps | - 16e corps - 17e corps - 18e corps - 19e corps - 20e corps - 21e corps - 22e corps - 23e corps - 24e corps Corps de cavalerie - Corps de cavalerie - Corps monté du désert Autres corps - Corps de travail - Corps de travail chinois |

Liste des divisions :

## La Seconde Guerre mondiale

### Unités ayant participé à la Seconde Guerre mondiale
Le 1er janvier 1942, l'armée britannique (à l'exclusion des forces du Commonwealth) se composait de 9 divisions blindées, 9 brigades blindées indépendantes, 11 brigades de chars de l'armée, 16 brigades d'infanterie séparées, 12 régiments de commandos et 27 divisions d'infanterie (dont 8 divisions de l'armée territoriale) . 
| Liste des armées : - Ire armée - IIe armée - VIIIe armée - IXe armée - Xe armée - XIIe armée - XIVe armée                                                 | Liste des corps d'armée : \| Corps terrestres - 1er corps - 2e corps - 3e corps - 4e corps - 5e corps - 7e corps - 8e corps - 9e corps - 10e corps - 12e corps - 13e corps - 30e corps \| Corps aériens - 1er corps aérien - 1er corps anti-aérien - 2e corps anti-aérien - 3e corps anti-aérien Corps indiens - 3e corps indien - 4e corps indien - 15e corps indien - 33e corps indien - 34e corps indien \| |
| Corps terrestres - 1er corps - 2e corps - 3e corps - 4e corps - 5e corps - 7e corps - 8e corps - 9e corps - 10e corps - 12e corps - 13e corps - 30e corps | Corps aériens - 1er corps aérien - 1er corps anti-aérien - 2e corps anti-aérien - 3e corps anti-aérien Corps indiens - 3e corps indien - 4e corps indien - 15e corps indien - 33e corps indien - 34e corps indien |

Liste des divisions :

### Victimes
Durant les six ans que dura la guerre, seule l'armée britannique (et ses forces coloniales) ont servi à travers la période entière. Les Britanniques comptabilisèrent la mort de 300 000 à 383 667 combattants. Au total les victimes britanniques s'élèvent à 385 000 morts et blessés, avec plus de 180 000 prisonniers de guerre.

## La fin duXXesiècle
Durant la guerre du Golfe de 1991, l'armée de terre britannique à déployé au sein de la coalition un force de 28 000 hommes comprenant 7 000 véhicules dont 179 chars Challenger 1, 316 MCV-80 Warrior, 79 pièces d'artillerie et 16 M270 MLRS.